# Lavorazione con getto abrasivo
La lavorazione a getto abrasivo (anche detta in inglese, Abrasive jet machining, AJM) è un processo di sabbiatura che usa grani abrasivi spinti da un gas ad alta velocità che erode il materiale del pezzo. Usi tipici includono il taglio di materiali sensibili al calore, fragili, sottili o duri. Nello specifico si usa per tagliare forme complesse o realizzare bordi di forma specifica.

## Processo
Il materiale è rimosso da fini particelle abrasive di circa 25 μm di diametro, guidato da un flusso ad alta velocità; si usa in genere aria o gas inerti. La sovrapressione dei gas varia nell'intervallo 1,7 ÷ 9 bar (sulla pressione atmosferica) e le velocità possono arrivare a 300 m/s. Il getto di gas ha un diametro variabile nell'intervallo 0,12 ÷ 1,25 mm.

### Attrezzatura

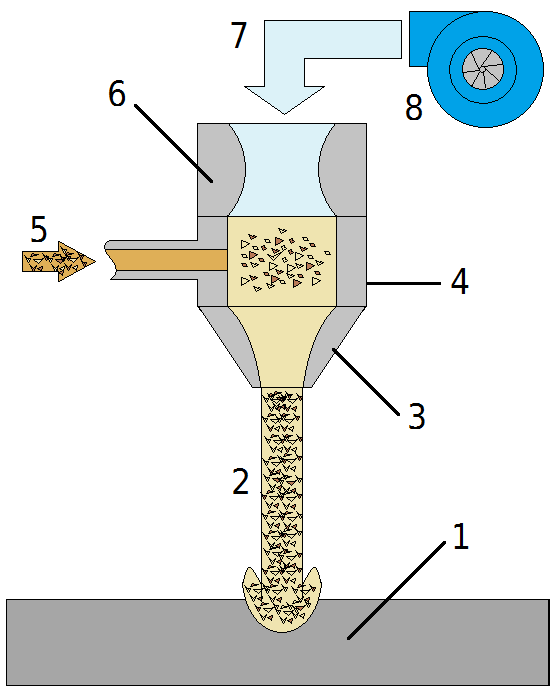
Schema del AJM. 1. Pezzo 2. Getto abrasivo 3. Beccuccio convergente 4. Camera di miscelazione 5. Grani abrasivi 6. Ugello convergente-divergente 7. Aria compressa 8. Compressore

Le macchine per AJM sono di solito unità da banco autonome. Per prima cosa viene compresso il gas poi vengono miscelati i grani abrasivi in una camera di miscelazione. Il gas passa attraverso un ugello convergente-divergente prima di entrare nella camera di miscelazione, e infine esce attraverso una beccuccio convergente, che può essere tenuto in mano o montato su un supporto per operazioni automatiche.
Gli ugelli devono essere altamente resistenti all'abrasione e solitamente sono di carburo di tungsteno o di zaffiro sintetico. Per medie asportazioni, gli ugelli in carburo di tungsteno hanno una vita utile dalle 12 alle 30 ore, e gli ugelli in zaffiro durano circa 300 ore. La distanza dell'ugello dal pezzo influenza la dimensione dell'area in lavorazione e il tasso di rimozione.
| materiale abrasivo  | Granulometria (μm) | Diametro orifizio (μm) |
| ------------------- | ------------------ | ---------------------- |
| Ossido di alluminio | 10 – 50            | 127 – 457              |
| Carburo di silicio  | 25 – 50            | 203 – 457              |
| Microsfere di vetro | 635 – 1270         | 660 – 1270             |

## Pro e Contro
Il principale vantaggio è la sua flessibilità, bassa generazione di calore, e capacità di lavorare materiali duri e fragili. La sua flessibilità si deve alla possibilità di utilizzare tubi per trasportare il gas e l'abrasivo a qualsiasi parte del pezzo. Uno dei principali svantaggi è il basso tasso di rimozione di materiale; per tale ragione si usa nei processi di finitura. Un altro svantaggio è che il processo produce un taglio rastremato.